# Aero L-59 Super Albatros
Aero L-59 Super Albatros là một loại máy bay huấn luyện quân sự của Cộng hòa Séc, được phát triển từ loại L-39 Albatros.

## Variants
L-59
L-59E
L-59T

## Quốc gia sử dụng
Ai Cập
- Không quân Ai Cập

 Tunisia
- Không quân Tunisia

## Tính năng kỹ chiến thuật (L-59E)
Dữ liệu lấy từ Jane's All The World's Aircraft 1993-94 
Đặc điểm tổng quát
- Kíp lái: 2
- Chiều dài: 12,20 m (40 ft 0¼ in)
- Sải cánh: 9,54 m (31 ft 3½ in)
- Chiều cao: 4,77 m (15 ft 7¾ in)
- Diện tích cánh: 18,80 m² (202,4 ft²)
- Trọng lượng rỗng: 4.030 kg[2] (8.866 lb)
- Trọng lượng cất cánh tối đa: 7.000 kg (15.432 lb)
- Động cơ: 1 × Lotarev DV-2 kiểu turbofan, 21,57 kN (4.850 lbf)

 Hiệu suất bay 
- Vận tốc cực đại: 865 km/h (467 knot, 537 mph) trên độ cao 5.000 m (16.400 ft)
- Vận tốc tắt ngưỡng: 185 km/h (100 knot, 115 mph)
- Tầm bay: 2.000 km (1.079 hải lý, 1.243 mi)
- Trần bay: 11.800 m (38.785 ft)
- Vận tốc lên cao: 28 m/s (5.510 ft/phút)

Trang bị vũ khí

- Súng: 1 × pháo GSh-23L
- Giá treo: 4 giá treo tải được giáo treo trong mang 500 kg (1,100 lb), giáo treo ngoài mang 250 kg (550 lb)

## Xem thêm

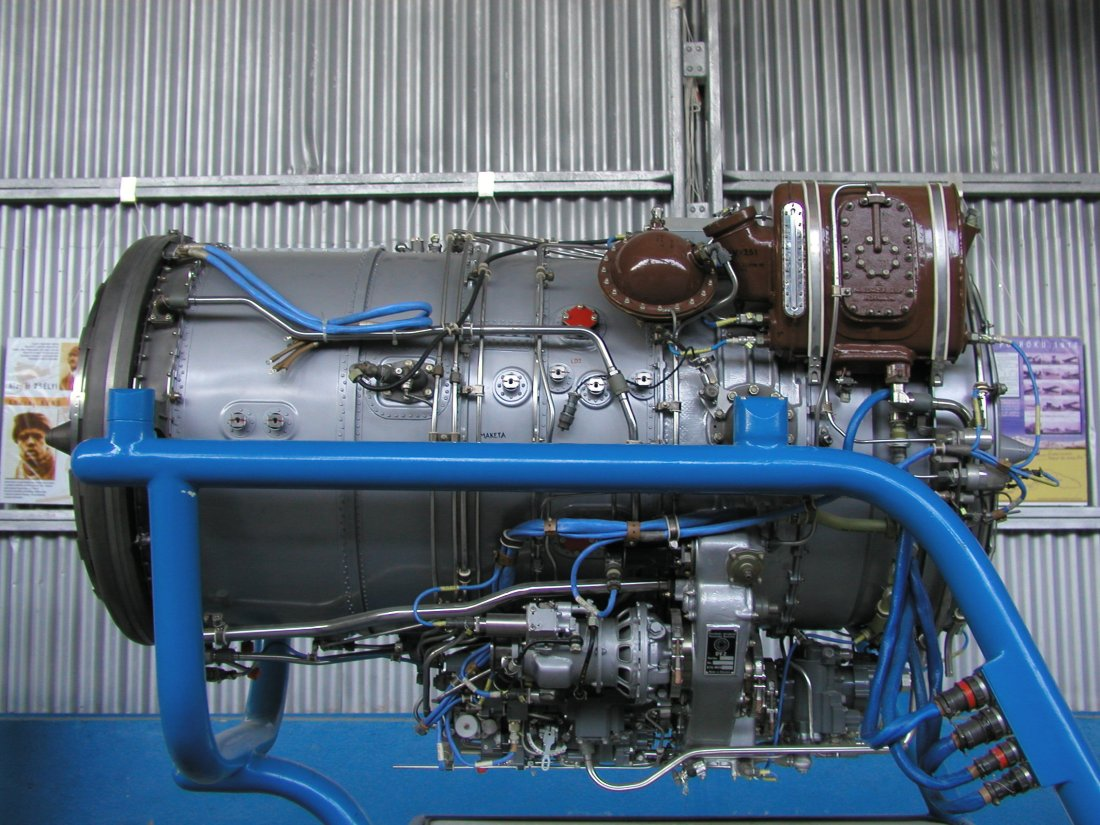
Động cơ turbofan Lotarev DV-2